# Mosonmagyaróvári sortűz
Mosonmagyaróvárott 1956. október 26-án a határőrlaktanyánál gyilkos sortűz fogadta a laktanyát elfoglalni kívánó forradalmi tömeget. A mai napig nem tudni, hány áldozata volt a golyózápornak.
A mosonmagyaróvári sortűz híre, az itt készült fotók bejárták a világot. Európa országaiból anyagi támogatás érkezett Magyarországra, de amit az itteniek a legjobban vártak, a katonai és politikai segítség elmaradt.

## Tüntetés
1956. október 26-án reggel 8 óra táján a mosonmagyaróvári szakmunkásképző és néhány általános iskola diákjai az akadémia elé vonultak (a gimnázium épületét az iskolavezetés lezárta, onnan tanulót ki nem engedtek) és az előadásokra gyülekező diákokat csatlakozásra szólították fel. A nép az MDP székház elé vonult, ahonnan eltávolították a vörös csillagot. A tömegben általános iskolások tanáraikkal, gyerekes kismamák, vidékiek, a Mezőgépgyár és a MOFÉM gyár munkásai is voltak. Ezt követően értek a felvonulók a járásbíróság elé, ahol kiszabadították az ott őrzött hat-hét köztörvényes bűnözőt. Egy Ikarus autóbusz tetejéről kihirdették a kinyomtatott 14 pontba szedett követelésüket. Tovább haladva az 1848-as emlékműnél két nagy csoportra szakadtak szét a vonulók. Az egyik csoport a rendőrség épületéhez ment. Az épületről itt is leverték a vörös csillagot, több rendőr csatlakozott a tüntetőkhöz. Ezután a posta épületének érintésével a rádióállomáshoz mentek.
A másik csoport a DISZ-bizottsághoz vonult, onnan a Gyári úti rendőrőrs érintésével a Timföldgyárat és a Kötöttárugyárat vették célba, hogy azok dolgozóit is bevonják a felvonulásba. A továbbinduló tömeg a laktanyához vonult két úton, kisebb csoportokra szakadozva.

## A laktanya védelmi intézkedései
Mivel a laktanyában 8 vagon mennyiségű lőszer és robbanóanyag volt, ezért a határőrök azt a parancsot kapták a győri kerületparancsnokságtól, hogy akadályozzák meg a civilek behatolását, vagy robbantsák fel a lőszert. A laktanya vezetői az első megoldást választották. 
Dudás István százados, a laktanya parancsnoka 26-án a kora reggeli órákban a körlet védelmét a laktanyán kívül kialakította, így a laktanya előtti út használata korlátozva volt. A laktanya déli, északi, és nyugati oldalán géppuskafészkeket telepítettek. A keleti homlokzat előtt észak-déli irányban vezető út és a bekötőút kereszteződésében (a Határőr út 13. számú háznál) jobb- és baloldalt is géppuskafészkeket helyeztek el. Dudás a laktanya épületének parancsnokává Gyenes György főhadnagyot, míg a külső védelmi rendszerért felelős parancsnoknak Tóth Károly főhadnagyot nevezte ki.

## A sortűz
A laktanya elé érkező fegyvertelen emberek nemzeti színű zászlókat lengettek, egyesek a Himnuszt, mások a Szózatot, a Kossuth-nótát énekelve haladtak, az élen állók követelték a vörös csillag leszedését a laktanyáról, és a néphez való csatlakozásra hívták a bent lévőket. Létszámukat 1000–2000 főre becsülték. A folyamatosan érkező tömeg az elsőket még előrébb nyomta. Egy tiszt a felvonulók elé ment, de a folyamatosan érkezők miatt állandó hátrálásra kényszerült. A géppuskafészektől kb. 25–30 méterre kézfeltartással megállította a tüntetőket. Látszólagos barátkozás kezdődött, de amikor a tömeg eleje úgy 15 méterre megközelítette a kaput, eldördült az első lövés.
Két vagy három sorozatot adtak le, melynek számos halálos, súlyosabb és könnyebb sebesült áldozata volt. Számukat az is növelte, hogy a laktanyaépület ablakaiból a sebesültek és a menekülők közé kézigránátokat hajigáltak.

## A sebesültek mentése
Az életben maradt emberek – akik valamilyen fedezékbe tudtak menekülni – kirohantak a térre, és társaikat igyekeztek elsősegélyben részesíteni. A Főépítésvezetőség irodájából kötszert, vattát, és elsősegélyhez szükséges anyagokat küldtek a helyszínre, miközben az ott dolgozók odasiettek segíteni. Értesítették a mentőket, a sebesültek gyorsabb elszállításához az ÉPFU-t és a TEFU-t is odahívták. A téren maradt sebesült embereket még lovas szekéren is vitték a mosonmagyaróvári kórházba, majd amikor ott megteltek a kórtermek, Győrbe és a fővárosba is szállítottak meglőtteket.

## Az áldozatok száma

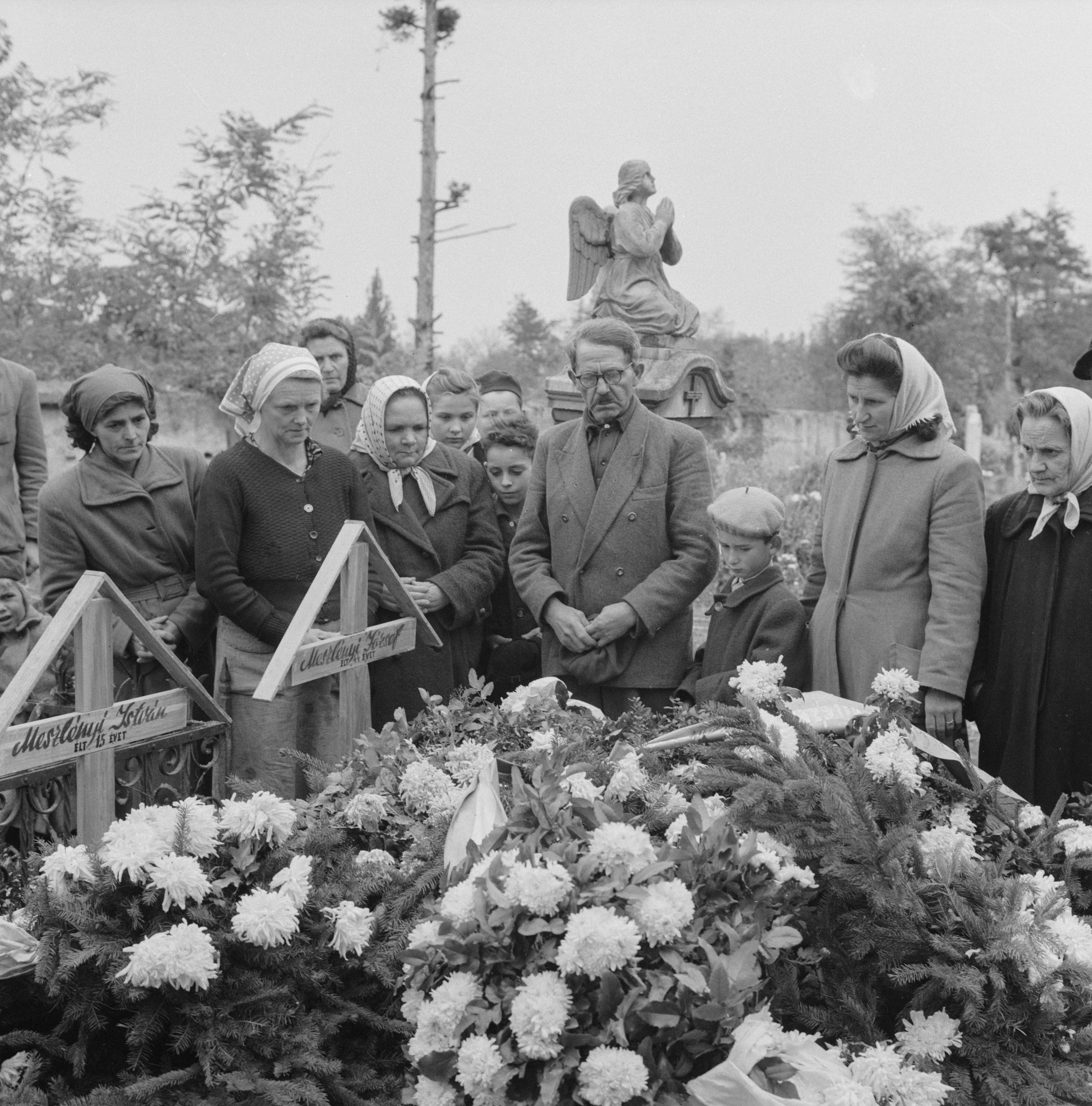
A sortűz áldozatainak temetése, Jack Metzger fotója

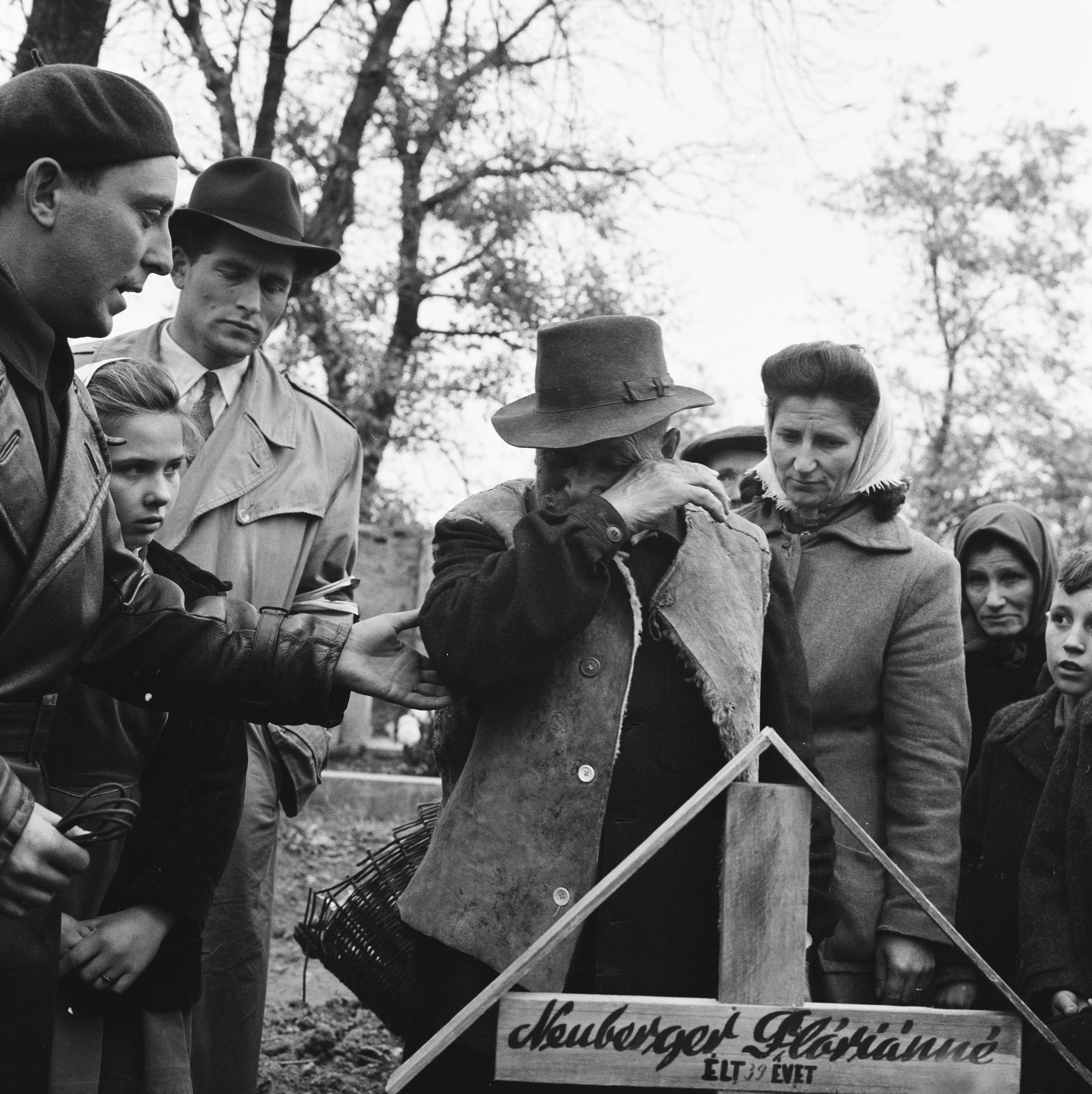
A sortűz egyik női áldozatának temetése, Jack Metzger fotója

Már a sortűz másnapján eltérő adatok láttak napvilágot. A megyei napilap 59 halottról számolt be, a Földes Gábor ellen indított perben, 1957-ben, az ügyész 104 áldozatot, a temetésről beszámoló Daily Mail 85 elhunytat és 230 sebesültet említett. Később több szemtanú 107 áldozatról beszélt.
 Pontos számokat a későbbi vizsgálatok sem tudtak megállapítani, egyrészt a források, másrészt az orvosi dokumentáció hiánya miatt.

## A sortűz hatása
A sortűz leírhatatlan hatást váltott ki. A város lakói a halottasházakba tódultak, hozzátartozóikat keresve. Többen bosszúra szomjazva a rendőrségtől és a honvédségtől próbáltak fegyvert szerezni, sikertelenül. A pattanásig feszült indulatokat tovább szította a városi hangosbeszélő is, amely a felvonulókat – s majdani áldozatokat – csőcseléknek titulálta, és őket nevezte meg a mészárlás, a sortűz előidézőiként.
 A laktanya körül kora délután növekvő számú embertömeg gyülekezett, amely fegyver nélküli blokád alá vette a katonai tábort.
 A sortűz borzalmas eredménye a sorállományt is rémületbe ejtette, több tiszt az elhamarkodott lövetés miatt nyíltan Dudás István laktanyaparancsnok ellen fordult. A határőrszázados hivatalos megbeszélésre hivatkozva autóval elmenekült, katonáit cserbenhagyva Csehszlovákiába indult. A parancsnokságot Vági főhadnagy vette át, aki a fenyegetően gyülekező embertömeg láttán újabb védelmi intézkedéseket vezetett be.

Sípos Imre akadémiai hallgató távbeszélőn segítséget kért a Győri Nemzeti tanácstól. A Győri Nemzeti Tanács Földes Gábor vezette küldöttsége előtt a határőrök letették a fegyvert. A sorállomány a fegyvereket eldobálva elhagyta a laktanyát, mellettük a tömeg betódult és megszállta a körleteket.
 Megtalálták egy fiúáldozat elrejtett holttestét, amelyre a felzaklatott tömeg dühe a sortűz elrendelőit keresve az összegyűjtött határőrtisztek  ellen fordult. Vági, Gyenes és Stefkó főhadnagyokat, és Máthé hadnagyot elfogták és megverték. Földesék igyekeztek mindannyiukat megmenteni, de sikertelenül.

Gyenest meglincselték, a kórházba beszállítás után belehalt a sebesüléseibe. Vági főhadnagyot és Máthé hadnagyot elvitték a tanácsházára Földesék. 

Még 26-án a délutáni órákban megalakult a Mosonmagyaróvári Ideiglenes Városi Nemzeti Tanács, valamint a Katonai Tanács. A fegyveres nemzetőrség megalakításával Babán Mihályt bízták meg.

Október 27-én Mosonmagyaróvár utcáin újból összeverődött a tömeg. Mind többen mentek ismét a tanácsháza elé, ahol újfent a határőrtisztek kiadását követelték. A tanácsházát védő katonák nem tudták a tömeget feltartóztatni, a benyomuló emberek elől Vági főhadnagy egy belső udvarra néző ablakon kivetette magát. Halálát vagy az esés okozta, vagy a tömeg verte agyon. Amikor megtudták, hogy Stefkó főhadnagyot a kórházban ápolják, az épület elé vonultak, és követelték a tiszt kiadását. A tömeg behatolt az őrzött kórterembe, a hordágyon fekvő Stefkót kivitték, meglincselték, és az evangélikus templom melletti fára felakasztották.
A sortűz mosonmagyaróvári áldozatait nagy részvét mellett, október 28-án temették el, a város két temetőjében.

## Napjaink emlékezete
A borzalmas sortűz helyén ma Rieger Tibor szobrász Golgota című szobra áll, ahol 50 kopjafa emlékezik a hivatalosan több mint 50, a szemtanúk és hozzátartozók szerint 107 halottra.

A sortűz helye a Gyász tér nevet viseli.

Október 26-a Mosonmagyaróvár képviselő-testületének határozata alapján városi gyásznap.

## Az ismert áldozatok
- Bárdics Tihamér vasesztergályos, mosonmagyaróvári lakos. Fejlövés. Élt 17 évet.
- Dannauer Antal gyári munkás, mosonmagyaróvári lakos. Fejlövés. Élt 40 évet.
- Domonkos Antal segédmunkás, mosonmagyaróvári lakos. Fej és mellkas lövés. Élt 27 évet.
- Dózsa Katalin gyári munkás, mosonmagyaróvári lakos. Tüdő és haslövés. Élt 35 évet.
- Demeter János kőműves tanuló, mosonmagyaróvári lakos. A bal comb és lábszár roncsolt sérülése törésekkel. A győri kórházban hunyt el. Élt 17 évet.
- Fábián József kubikus, hajdúszováti lakos. Has és láblövés. Élt 19 évet.
- Ferenczi Lajos főerdész
- Gyécsek István erdészeti fogatos, mosonmagyaróvári lakos. Fejlövés. Élt 35 évet.
- Hornyák Béla vízvezeték szerelő, mosonmagyaróvári lakos. Fejlövés. Élt 36 évet.
- Horváth Gyula főiskolai hallgató, szanyi lakos. Haslövés. Élt 21 évet.
- Kardos András kubikus, hajdúszováti lakos. Mellkas és fejlövés. Élt 51 évet.
- Kardos Miklós géplakatos ipari tanuló, mosonmagyaróvári lakos. Tüdőlövés. Élt 16 évet.
- Kelemen Rezső öntödei munkás, pusztasomorjai (ma: Jánossomorja része) lakos. Fej és haslövés. Élt 26 évet.
- Kemény Márton géplakatos, mosonmagyaróvári lakos. Fejlövés. Élt 24 évet.
- Kiss János kubikus, cibakházi lakos. Tüdőlövés. Élt 30 évet.
- Koloszár Zoltán ipari tanuló. Élt 16 évet.
- Kovács István kőműves, csornai lakos. Haslövés. Élt 41 évet.
- Kreizer Sándor tűzoltó, eredi lakos. Haslövés. Élt 22 évet.
- Laczkovics Dezső villanyszerelő, répceszemerei lakos. Haslövés. Élt 32 évet.
- Letenyei Ferenc segédmunkás, száki lakos. Tüdőlövés. Élt 24 évet.
- Meszlényi István műszerész ipari tanuló, mosonmagyaróvári lakos. Fejlövés. Élt 15 évet.
- Meszlényi József könyvelő, mosonmagyaróvári lakos. Fejlövés. Élt 44 évet.
- Miks József gyári munkás, mosonmagyaróvári lakos. Fejlövés. Élt 15 évet.
- Nagy Árpád főiskolai hallgató, sarródi lakos. Gyomorlövés. Élt 20 évet.
- Németh Károly kőműves, mosonmagyaróvári lakos. Gyomorlövés.Élt 31 évet.
- Neszméri Ernő bádogos, mosonmagyaróvári lakos. Fejlövés. Élt 37 évet.
- Neuberger Flóriánné Rácz Margit háztartásbeli, mosonmagyaróvári lakos. Tüdőlövés. Élt 39 évet.
- Őri László műszerész ipari tanuló, mosonmagyaróvári lakos. Koponyaalapi törés. Élt 15 évet.
- Paár Jenő villanyszerelő ipari tanuló, mosonmagyaróvári lakos. Haslövés. Élt 16 évet.
- Pandúr György géplakatos, mosonmagyaróvári lakos. Fejlövés. Élt 31 évet.
- Pápai Ferenc segédmunkás, mosonmagyaróvári lakos. A bal láb roncsolt sérülése és törése miatt a győri kórházban halt meg. Élt 19 évet.
- Pichler Béla géplakatos, mosonmagyaróvári lakos. Gyomorlövés. Élt 26 évet.
- Pintér Gizella főiskolai hallgató, iváni lakos. Haslövés. Élt 19 évet.
- Rácz Anna gyári munkás, mosonmagyaróvári lakos. Haslövés. Élt 26 évet.
- Rehling Zoltán járadékos sütő, mosonmagyaróvári lakos. Haslövés. Élt 51 évet.
- Róbl Ferenc gyári munkás, mosonmagyaróvári lakos. Fejlövés. Élt 20 évet.
- Savanyú Józsefné Mátyus Erzsébet gyári munkás, mosonmagyaróvári lakos. Mellkas lövés. Élt 23 évet.
- Sípos József árukiadó, halászi lakos. Haslövés. Élt 20 évet.
- Szalai István főiskolai hallgató, veszprémi lakos. Lábtörés, elvérzés. Élt 20 évet.
- Szimhardt Károly vízvezeték szerelő, mosonmagyaróvári lakos. Gyomorlövés. Élt 23 évet.
- Szuchányi József
- Takács Miklós Ferenc autószerelő, mosonmagyaróvári lakos. Ágyéklövés. Élt 17 évet.
- Tolnay László géplakatos ipari tanuló, mosonszolnoki lakos. Has és comblövés. Élt 17 évet.
- Varga Erzsébet főiskolai hallgató, töltéstavai lakos. Nyak és jobb comb lövése. Élt 19 évet.
- Virág Vendelné Farkas Margit gyári munkás, mosonmagyaróvári lakos. Haslövés. Élt 20 évet.
- Wachek Lőrinc géplakatos, mosonmagyaróvári lakos. Has és farlövés. Élt 19 évet.
- Wachtler L.mosonmagyaróvári születésű, levéli lakos. Haslövés. Élt 26 évet .
- Wesztergom Imre főiskolai hallgató
- Wilhelm Mihály villanyszerelő ipari tanuló. Élt 18 évet.
- Wojneschitz Istvánné Ganster Róza gyári munkás, mosonmagyaróvári lakos. Tüdőlövés. Élt 56 évet.
- Zsoldos Mihályné Maximov Anna háztartásbeli, mosonmagyaróvári lakos. Haslövés. Élt 38 évet.